# 天卫四
天卫四又稱為奧伯隆（英語：Oberon）是距离天王星最远的大卫星，其体积和质量在天王星所有卫星中均位列次席，同时也是太阳系质量第九大的卫星。英國天文學家威廉·赫歇尔在1787年首次观测到该卫星。天衛四奧伯隆的名稱来自于《仲夏夜之夢》及歐洲民間傳說中的妖精之王奧伯隆。天衛四奧伯隆的公轉轨道有一部分位于天王星磁圈之外。
天卫四由近乎等量的冰体水和岩石构成，其内部可能分化出岩石内核及冰质地幔。此外，在内核和地幔之间可能还存在着一层液态水。天卫四的表面呈暗红色，其主要地形是小行星和彗星撞击后所形成的，並有許多直径达到210公里的撞击坑存在。天卫四表現存在峡谷（地堑）地形，该地形是天体演化初期因内部膨胀而形成的。
旅行者2号于1986年1月近距離飞掠該衛星，也是人类目前对天王星系统进行过唯一一次的近距离观测。旅行者2号拍摄了数张天卫四照片，涵蓋該天体40%的表面。

## 发现与命名
英國天文學家威廉·赫歇尔首次在1787年1月11日观测到天衛四奧伯隆，他於同一天还发现了天王星最大的卫星——天衛三緹坦妮雅。他在不久之后宣称又发现了四颗天王星卫星，但是后来天文學家发现該聲明是錯誤的。虽然人們目前使用业余望远镜就能在地球上观测到天卫四和天卫三，但是在威廉·赫歇尔宣称发现这两颗卫星之后的五十年间，地球上的任何天文观测仪器都没能再观测到它们。
天王星的所有卫星都以威廉·莎士比亚和亚历山大·蒲柏作品中的人物來命名，而奧伯隆即为《仲夏夜之梦》中的仙王。当时已知的四颗天王星卫星（他在1851年发现另外两颗天王星卫星天卫一和天衛二烏姆柏里厄爾）的名字都是在威廉·拉塞尔的请求之下，由赫歇尔的儿子约翰·赫歇尔于1852年所命名的。
天衛四奧伯隆最初被称为“天王星的第二颗卫星”，威廉·拉塞尔於1848年将之命名为“天衛二烏姆柏里厄爾”，不过他有时仍然使用威廉·赫歇尔所命名的名称（他分别称緹坦妮雅和奧伯隆为“天卫二”及“天卫四”）。1851年，拉塞尔按照各卫星距离天王星远近，采用罗马数字为当时已知的所有天王星卫星來命名，从此以后奥伯龙即被称为天卫四。

## 轨道
天衛四奧伯隆的轨道距离天王星约58万4000公里，是天王星五颗大卫星中距离天王星最遙远的一颗。天衛四奧伯隆轨道的离心率和轨道倾角（相對於天王星赤道）比较小。公转周期和自转周期一致，均为13.5个地球日。也就是说，天衛四奧伯隆是一颗同步自转卫星，处于潮汐锁定状态，故它永远以同一個面朝著母星。天衛四奧伯隆轨道的很大一部分处于天王星磁圈之外，这使其表面直接遭受着太阳风的轰击。而当其运行至天王星磁圈内时，其逆轨道方向一面则遭受到磁圈等离子体的轰击。这种轰击可能导致了星体逆轨道方向一面的暗化，在天王星的其他卫星上也都能观测到类似现象。由于在公转时，天王星基本上都是以同一面面向太阳，而其卫星轨道都位于天王星的赤道面上，所以这些卫星（包括天衛四奧伯隆）都经历着极端的季节周期：其南半球和北半球都需经历为时42年的完全黑暗时期以及42年的连续日照期。每隔42年，当天王星运行至昼夜平分点且其赤道面切向地球方向时，就有可能出现天王星卫星之间的掩星现象。2007年5月4日即出现了天衛四奧伯隆掩藏天衛二烏姆柏里厄爾的现象，共持续了约6分钟。

## 物质构成和内部结构
天衛四奧伯隆是天王星第二大卫星，体积和质量都仅次于天衛三緹坦妮雅，其质量在太阳系卫星中也名列第九。天衛四奧伯隆的密度为1.63克/立方厘米，高于土星卫星一般的密度，顯示該天體可能是由近乎等量的水冰和非冰体物质所构成，而土星卫星則內含岩石和密度较大的有机化合物。光谱测定表明该星体表面存在晶体状的水冰，进一步证明了水冰的存在。另外，水冰吸收谱带在天衛四奧伯隆同轨道方向的半球比逆轨道方向的另一個半球還强，与其他天王星卫星的观测结果正好相反。天文學家至今还不确定水冰分布不对称的原因，可能与星体表面的撞击过程（即通过撞击产生土壤）有关，该过程在同轨道方向的半球较为剧烈：星体表面的冰在撞击过程中四散溅出，只留下暗色的非冰体物质。这种暗色物质可能包括岩石、二氧化碳、多种盐类和有机化合物，而其他化合物还未发现。
天衛四奧伯隆内部可能分化出了一颗岩石内核和一层冰质地幔，如果该猜想属实，那么其内核的半径将达到480公里，大约是星体半径的63%，其质量约占星体质量的54%——具体数值将取决于星体的物质构成。天衛四奧伯隆的内部压力达到了5亿帕（5千巴）。现在还不知道天衛四奧伯隆的冰质地幔的状况。如果该冰层中含有足量的氨或其他抗冻剂，那么天衛四奧伯隆就可能拥有一层液态海洋，位于内核和地幔之间。如果该海洋确实存在，其厚度将会达到40公里，温度达180K。不过天衛四奧伯隆的内部结构很大程度上取决于其过去的热量活动过程，而这个过程的细节已经很难为人所知。

## 表面特征

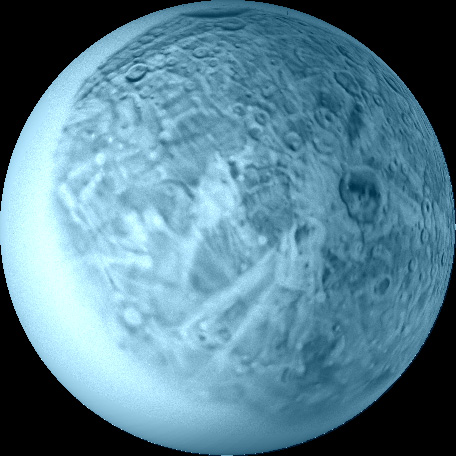
天卫四的假色照片。位于图像中央偏右位置、坑底为暗色的大型撞击坑为哈姆雷特撞击坑

天衛四奧伯隆是表面第二黑暗的天王星大卫星，僅次於天卫二。它的表面显示了强烈的反增益效果：当相位角为0时，其几何反照率为0.31，当相位角为1°时，几何反照率骤减为0.20；其球面反照率约为0.14。天卫四表面呈现出微微的红色，但在某些刚形成的撞击坑地形区，则呈现出淡蓝色。天卫四的同轨道方向一面和逆轨道方向一面表面特征并不一致，后者较之前者显得更红，可能是由于前者含有较少的暗色物质。这种表面红化可能是带电粒子及不規則衛星在几十亿年来对星体表面轰击所引起的太空风化所造成的。
科学家在天卫四表面共发现了两类地质构造，分別是撞击坑與峡谷。在天王星所有的卫星中，天卫四的表面遭受过最猛烈的陨石轰击，其撞击坑密度已接近饱和，所以任何新撞击坑的形成都可能破坏旧撞击坑的结构。撞击坑的直径從數公里至数百公里不等，其中最大的一个撞击坑是哈姆雷特撞击坑，其直径达到206公里。较大型的撞击坑周围都分布有明亮的、成辐射状的撞击喷出物，其构成物质为形成时间相对较晚的冰体。最大的几个撞击坑（例如哈姆雷特撞击坑、奥赛罗撞击坑和馬克白撞击坑）坑底分布着大量的暗色物质，該物质是撞击坑形成后覆盖上去的。旅行者2号拍摄的照片显示天卫四东南部有一座高达11公里的山峰，可能是一个直径达375公里的大型撞击坑的中央山峰。天卫四表面还纵横交错着一系列的峡谷地形，不过其分布范围窄於天卫三的峡谷地形。这些峡谷可能属于正断层地形或地堑，后一种地形常横切于大型撞击坑的明亮沉积带之上，表明其形成时间较晚。天卫四上最引人注目的峡谷是莫姆尔峡谷。
天卫四的地质构造是在外部撞击坑形成过程和内源性的地表更新过程的此消彼长中形成的，前者的作用贯穿于天卫四的整个历史，是该卫星现今地貌的主要作用力；而后者的作用时间则是在该星体形成之后的一段时期。内源性作用主要表现为地质构造活动，最终形成了峡谷地形，也就是冰质地壳中的大裂缝。峡谷地形抹去了部分的古老地形，这种裂缝是在天卫四的星体膨胀过程中形成的，该星体膨胀率达到了0.5%。
另外，同轨道方向的半球和撞击坑內側中经常出现一种暗斑地形，天文學家目前還不清楚这种地质构造的性质。一些科学家认为它们是冰火山的喷发点（类似月海），而另一些科学家则认为它们是陨石撞击后顯露出来的暗色物质，原本埋藏于纯冰下方。在后面這种假设中，天卫四内部结构应该至少发生了部分分化，故冰质岩石圈位于其未分化的内部结构上方。

### 深谷
天衛四上的深谷，以莎士比亞作品中出現的地名命名。
| 名稱       | 坐標                              | 長度（公里） | 名字來源                     |
| ---------- | --------------------------------- | ------------ | ---------------------------- |
| 莫姆爾深谷 | 16°18′S 323°30′E / 16.3°S 323.5°E | 537          | 莫姆爾，妖精王奧伯龍的住處。 |

### 撞擊坑
天衛四上的撞擊坑，以莎士比亞作品中出現的人物命名。
| 名稱               | 坐標                              | 直徑（公里） | 名字來源                                             |
| ------------------ | --------------------------------- | ------------ | ---------------------------------------------------- |
| 安東尼撞擊坑       | 27°30′S 65°24′E / 27.5°S 65.4°E   | 47           | 馬克·安東尼，羅馬執政官。                            |
| 凱薩撞擊坑         | 26°36′S 61°06′E / 26.6°S 61.1°E   | 76           | 朱利葉斯·凱撒，羅馬執政官。                          |
| 科利奧蘭納斯撞擊坑 | 11°24′S 345°12′E / 11.4°S 345.2°E | 120          | 科利奧蘭納斯，古羅馬將領。                           |
| 法斯塔夫撞擊坑     | 22°06′S 19°00′E / 22.1°S 19.0°E   | 124          | 法斯塔夫，英國騎士，亨利四世和溫莎的風流娘兒們人物。 |
| 哈姆雷特撞擊坑     | 46°06′S 44°24′E / 46.1°S 44.4°E   | 206          | 哈姆雷特，丹麥王子，哈姆雷特主角。                   |
| 李爾撞擊坑         | 5°24′S 31°30′E / 5.4°S 31.5°E     | 126          | 李爾王，不列顛國王。                                 |
| 馬克白撞擊坑       | 58°24′S 112°30′E / 58.4°S 112.5°E | 203          | 馬克白，蘇格蘭國王，馬克白主角。                     |
| 奧賽羅撞擊坑       | 66°00′S 42°54′E / 66.0°S 42.9°E   | 114          | 奧賽羅，威尼斯將軍，奧賽羅主角。                     |
| 羅密歐撞擊坑       | 28°42′S 89°24′E / 28.7°S 89.4°E   | 159          | 羅密歐，羅密歐與茱麗葉主角。                         |

## 形成和演化
科学家们认为天卫四在次星云吸积盘中形成，该吸积盘由气体與尘埃所构成，它可能在天王星形成后不就已經出現，也可能是在一次造成天王星轨道倾角變動的撞击事件中形成的。现今天文學家还无法得知次星云的确切物质成分，但是相较于土星的卫星，天卫四和其他天王星卫星的密度較高，表明该次星云中所含的水份可能比较少。其间存在着大量的氮元素和碳元素，不过最后形成的物质主要是一氧化碳和氮气，而非氨和甲烷。所以在该次星云中形成的卫星所含的水分也较少（一氧化碳和氮气都形成了包合物），岩石较多，这与该卫星的较高密度相吻合。
天卫四的形成过程可能持续了数千年之久。形成过程中的撞击事件在星体外层产生大量热能，当时在60公里深的地层中温度曾高达230K。天卫四形成后，地下岩层逐渐冷却，而内部岩層溫度则因蕴藏于岩石中的放射性元素衰变产生的热能而上升。冷却的外部岩层出现收缩现象，而内部岩層则向外膨胀，星体地壳产生了强大的应力，导致裂缝形成。這種过程持续了大约200万年之久，目前的峡谷地形可能就是其产物，顯示该星体上的任何内源性构造活动都发生于数十亿年前。
如果冰层中存在類似氨（以氨水合物形式存在）的抗冻剂，那么最初的潮汐热效应和持续进行中的放射性元素衰变产生的热能就可能足以融化冰层。进一步的融化过程可能导致冰和岩石的分離，分別形成一个岩石内核和一层冰质地幔。内核和地幔之间则可能存在着一层富含溶解氨的液态海洋，这层氨水混合物的低共熔點为176K。如果温度低于该数值，那么现在这层海洋可能又会重新结冻。海洋结冻將導致内部结构膨胀，也可能导致衛星表面形成峡谷地形。但是，迄今为止人类對於天卫四演化的细节所知仍然十分有限。

## 探测
直到目前为止，只有旅行者2号曾在1986年1月飞掠天卫四时拍摄了该卫星的特写照片。尽管旅行者2号距离天卫四的最近距离為470,600公里，但是其中品相最好的照片的空间分辨率也只有6公里。旅行者2号對40%地表拍攝過照片，但只有25%可以繪製成地質圖。在旅行者2号飞掠天卫四期间，其南半球剛好朝向太阳，所以未能对黑暗的北半球进行探测。迄今为止还未有其他探测器近距離探測过天王星及天卫四，在可预见的未来也没有任何探测该行星的计划。

## 外部連結
- Arnett, Bill. . The Nine Planets. December 22, 2004  [2009-05-20]. （原始内容存档于2019-08-07）.
- 天衛四相關數據 （页面存档备份，存于） 資料來自 NASA's Solar System Exploration （页面存档备份，存于）
- 天衛四相關數據 （页面存档备份，存于） on The Nine Planets
- 天衛四图片[永久]
- 天衛四图片[永久]